# Donkere schotelkorst
Donkere schotelkorst (Lecanora horiza) is een korstmos behorend tot de familie Lecanoraceae. Hij komt voor op steen en op bomen. Hij leeft in symbiose met de alg Trebouxia. 

## Determinatie
Donkere schotelkorst is een korstvormig korstmos. Het thallus is glad of glimmend en de kleur is geelachtig wit tot geelachtig grijs of witachtig grijs tot grijs. De apotheciën zijn roodbruin, bruin of oranjebruin van kleur en meten 0,5 tot 1,5 mm in diameter. Het heeft de volgende kenmerkende kleurreacties: K+ (geel), C-, KC-, of P- tot P+ (lichtgeel).
De ascus heeft acht sporen. De ascosporen zijn hyaliene, ellipsoïde en meten 11,5-17 × 6-9,5 µm.

## Verspreiding
Donkere schotelkorst komt voor in Afrika, Europa en Noord-Amerika. In Nederland is het een vrij algemene soort.